# Encephalartos natalensis
Encephalartos natalensis es una especie de Cycadopsida del género Encephalartos, de la familia Zamiaceae, del orden Cycadales.

## Distribución
Encephalartos natalensis se distribuye por Sudáfrica (KwaZulu-Natal).

## Taxonomía
Fue descrita científicamente por R.A.Dyer & I.Verd.. Fue publicado por primera vez en R.A.Dyer & I.Verd. In: Bothalia 6(1): 205-211, pls 1-3. (1951)..